# Gil Vicente FC
Gil Vicente Futebol Clube, pe scurt Gil Vicente (pronunțat [ˈʒiɫ viˈsẽt(ɨ)]), este un club de fotbal din Barcelos, Portugalia, care evoluează în Primeira Liga.

## Jucători notabili
| - Bruno Aguiar - Carlitos - Carlos Carneiro - Gaspar - Hugo Luz - Hugo Viana - Ivo Afonso - Jorge Ribeiro - Luís Loureiro - Nunes - Nuno Capucho - Paulo Alves - Paulo Jorge - Petit - Ricardo Nascimento - Zequinha | - Mateus - Wilson - Walter Paz - Auri - Fábio Hempel - Fábio Januário - Júlio César - Ousseni Zongo - Roudolphe Douala - Dário Furtado - Nilton Fernandes - Zé Luís - Vatroslav Mihačić - Tueba Menayane - Masena Moke - Étienne N'tsunda | - Grégory Arnolin - Etienne Bito'o - Emmanuel Duah - William Owusu - Almani Moreira - Braíma Injai - Ali El-Omari - Remco Boere - Kareem Kazeem - Henry Makinwa - Peter Rufai - Yakubu - Jair Baylón - Ljubinko Drulović - Mandla Zwane - Rainford Kalaba |  |

## Antrenori
| - José Maria Furtado (1974–75) - Rodolfo Reis (1991–92) - António Oliveira (1991–92) - Vítor Oliveira (1992–95) - Bernardino Pedroto (1995–96) - Fernando Festas (1996–97) - Diamantino Miranda (1997–98) | - Henrique Nunes (1998) - Álvaro Magalhães (1998–00) - Luís Campos (2000–02) - Vítor Oliveira (2002–03) - Luís Campos (1 iulie 2003–Oct 28, 2004) - Ulisses Morais (Oct 28, 2004–7 martie 2006) - Paulo Alves (7 martie 2006–15 mai 2008) | - Prof. Neca (26 mai 2008–Nov 17, 2008) - Manuel Ribeiro (interim) (Nov 18, 2008–Feb 16, 2009) - João Eusébio (Feb 17, 2009–25 mai 2009) - Rui Quinta (6 iunie 2009–Feb 27, 2010) - Paulo Alves (5 martie 2010–May 13) - João de Deus (May 2013–) |